# Salvatore Giunta
Salvatore Augustine Giunta (/.sælvə'tɔ:reɪ 'dʒʊntə/; nacido el 21 de enero de 1985) es un exsoldado del  Ejército de los Estados Unidos y la primera persona viva desde la guerra de Vietnam en recibir el mayor reconocimiento de las Fuerzas Armadas de los Estados Unidos al valor, la Medalla de Honor. Giunta fue condecorado por haber salvado la vida de los miembros de su escuadrón el 25 de octubre de 2007, durante la guerra de Afganistán. Abandonó el Ejército de los Estados Unidos en junio de 2011.

## Edad temprana y educación
Giunta nació en Clinton, Iowa, el 21 de enero de 1985, en una familia italoestadounidense.Giunta creció en Cedar Rapids y Hiawatha. Sus padres, Steven, un técnico de equipo médico, y Rosemary, una maestra de prescolar, viven en Hiawatha. Tiene dos hermanos menores, Mario y Katie.Giunta asistió a la Secundaria John F. Kennedy en Cedar Rapids. A los 17 años, mientras trabajaba en un Subway, decidió enlistarse y unirse al Ejército de los Estados Unidos en noviembre de 2003.Fue el primero en su familia en servir en las Fuerzas Armadas desde que sus abuelos emigraron de Italia.

## Carrera militar
Giunta asistió al entrenamiento básico y a la escuela de infantería en Fort Moore, Georgia. Fue desplegado en Afganistán desde marzo de 2005 hasta marzo de 2006, y nuevamente de mayo de 2007 hasta julio de 2008. Fue ascendido a sargento del Estado Mayor en agosto de 2009. Giunta estuvo estacionado por última vez en Caserma Ederle, la base de la 173.ª Brigada Aerotransportada cercana a Vicenza, Italia.Sirvió en el 2.° Batallón, 503.° Regimiento de Infantería, 173.ª Brigada Aerotransportada,y ocupó roles de apoyo para los miembros de su unidad durante su despliegue en Afganistán.
En 2007. Giunta estaba estacionado en la Base Vegas en el valle de Korangal —un área de aproximadamente 9,7 x 1,6 kilómetros (6,03 x 0,99 mi) cerca de la frontera afgano-pakistaní— el cual había sido apodado por los soldados como el valle de la Muerte.A finales de octubre, su compañía lanzó una misión de seis días conocida como la Operación Avalancha de Rocas. El 23 de octubre, combatientes talibanes asesinaron al sargento del Estado Mayor Larry Rougle e hirieron a otros dos infantes cuando la posición de Rougle en el "cerro Honcho" fue invadida. El 25 de octubre, el comandante de la compañía, el capitán Dan Kearney, envió al 2.° y al 3.° Pelotón de regreso para reunirse con los ancianos de la aldea local y recuperar el equipamiento estadounidense que los talibanes habían capturado cuando Rougle fue asesinado.El 1.° Pelotón tenía la misión de proveer cobertura e interceptar a las tropas enemigas desde una cresta cercana. 

### Acción de la Medalla de Honor
Poco después del anochecer del 25 de octubre de 2007, el líder de escuadra Giunta y los otros siete hombres del 1.° Pelotón habían terminado de vigilar al 2.° y 3.° Pelotón durante un día. A pesar de la oscuridad, había suficiente luz lunar para que el equipamiento de visión nocturna no fuera necesario. Estaban regresando al Puesto de Avanzada de Combate Vimoto y al Puesto de Avanzada Korangal. Caminaron cerca de 10 a 15 pies (3,05 a 4,57 m) atravesando el delgado bosque de acebos, a lo largo del espolón Gatigal del cerro Honcho a una altitud de 2438 m (7998,69 pies).
Entre 50 a 100 m (164,04 a 328,08 pies) tras abandonar su posición, entre 10 a 15 insurgentes emboscaron al pelotón desde un lugar cubierto y oculto a tan solo 10 m (32,81 pies) de distancia,lo suficientemente cerca como para que los Apaches que les sobrevolaban no pudieron dar apoyo aéreo cercano.Los insurgentes estaban armados con fusiles de asalto AK-47, 10 lanzadores de granadas propulsada por cohete (RPG), y 4 ametralladora PKM alimentadas por cinturón. Dispararon una cantidad inusualmente alta de balas trazadoras. Giunta lo describiría de la siguiente forma:

Había más balas que estrellas en el cielo. Una ráfaga de balas hacia cada uno al mismo tiempo que un estruendo y luego un millón de otros estruendos. Están encima de ti, delante de ti, detrás de ti, debajo de ti. Están impactando en la tierra. Van por encima de tu cabeza. Por todas partes. Estaban cerca —tan cerca como nunca lo había visto.

El sargento Joshua Brennan, líder del Equipo Alfa y uno de mejores amigos de Giunta, tomó la punta.Le siguieron el Esp. Frank Eckrode, el líder de escuadrón Erick Gallardo, y finalmente Giunta, quien entonces era un especialista. El Sdo. 1.ª Kaleb Casey y Garret Clary le siguieron a Giunta. Una unidad de cuartel general (CG) de trece hombres dirigida por el teniente Brad Winn, incluyendo una escuadra de cinco elementos,junto a una enfermera que se presentó voluntariamente a la misión, les siguieron. Cuando los talibanes abrieron fuego, Brennan fue alcanzado por ocho tiros y Eckrode por cuatro.Gallardo intentó avanzar, pero los RPG explotando entre los delgados árboles y los arbustos de 18 plg (45,72 cm), junto al fuego de ametralladoras, se lo impidieron. Incapaz de seguir hacia adelante, regresó junto al Equipo Bravo de Giunta. Mientras retrocedía y disparaba al mismo tiempo, cayó al suelo y su casco fue alcanzado por un disparo de AK-47. La bala penetró el casco pero únicamente le rozó el cuero cabelludo.Un proyectil RPG impactó muy cerca de Giunta, quien estaba devolviendo el fuego y dirigiendo al Equipo Bravo desde una pequeña cobertura. Giunta se extrañó al percatarse que el borde del desnivel donde él estaba no le protegía de las balas que pasaban rozando su cabeza, las cuales parecían venir tanto del norte como del oeste.
Giunta vio a Gallardo recibir el balazo en su cabeza y caer. Asumiendo que Gallardo había sido abatido, se levantó y corrió entre las ráfagas de balas a su lado. Mientras ayudaba al sargento herido a encontrar cobertura, la placa de cerámica al frente del chaleco de Giunta fue alcanzado por una bala. Otro proyectil impactó en el arma SMAW-D que cargaba en su espalda. Giunta se percató que los disparos no provenían solo del oeste, sino que también del norte, una clásica emboscada en forma de L que amenazaba con flanquear al escuadrón. Recordó que durante el entrenamiento básico le habían dicho que solo había una forma para sobrevivir a una emboscada como esa: avanzar hacia el enemigo.Le ordenó a Casey y a Clary que retrocedieran unos pasos para evitar que los talibanes les flanquearan.Casey estaba disparando su arma automática de pelotón M249 cíclicamente y Clary estaba disparando su lanzagranadas M203.
El líder de pelotón de la unidad CG, el teniente Brad Winn, le notificó por radio al capitán Kearney que su unidad tenía cinco hombres heridos. El médico del escuadrón, el especialista Hugo Mendoza, estaba entre ellos. Había sido alcanzado por un disparo en la arteria femoral al inicio de la emboscada y murió. Kearney ordenó al 2.° Pelotón que asistiera al pelotón de Winn, pero el 2.° Pelotón estaba en el valle debajo, a una distancia considerable, y necesitaba cruzar un río para alcanzarles.
Giunta y Gallardo se reagruparon con Casey y Clary. Fueron inmovilizados por el fuego concentrado de ametralladora y fusiles desde diferentes posiciones talibanes a corta distancia. Menos de 15 segundos desde el inicio de la emboscada,Giunta y los otros detuvieron el ataque arrojando granadas de fragmentación a los insurgentes que se encontraban a 15 m (49,21 pies) a su oeste y atacaron hacia el norte.Disparando la M249 del Sdo. 1.ª Casey, el M203 de Clary, y sus otras armas, pudieron avanzar hasta alcanzar a Eckrode. Con dos disparos en la pierna, y otras dos heridas, Eckrode estaba tratando de desatascar su M249.Gallardo, quien después recibió una Estrella de Plata por sus acciones, atendió las heridas de Eckrode y solicitó una MEDEVAC.
Giunta, viendo como Eckrode era atendido, decidió avanzar junto al Sdo. 1.ª Clary a través del fuego enemigo, buscando a Brennan. Cuando no pudieron localizarlo en el lugar esperado, Giunta corrió entre el fuego de fusiles hacia la cresta expuesta del risco. Giunta vio a tres individuos e identificó a dos de ellos como afganos, arrastrando al sargento Brennan, uno por las piernas y otro por sus brazos.Giunta los persiguió, disparándoles con su carabina M4 mientras corría, matando a uno (posteriormente identificado como Mohammad Tali, considerado un objetivo de alto valor) e hiriendo al otro.El segundo afgano soltó a Brennan y huyó.Posteriormente, un artillero de un AC-130 detectó a un sujeto llevando la mochila de Brennan y lo asesinó. Giunta dijo: "Corrí a través de los disparos para ver que estaba pasando [con Brennan] y quizás pudimos escondernos detrás de la misma roca y disparar juntos... Seguía consciente. Estaba respirando. Estaba pidiendo morfina. Le dije, 'Saldrás de esta y contarás tus heroicas historias,' y él estaba en plan, 'Lo haré, lo haré.'"
Después de alcanzar a Brennan, Giunta lo llevó de vuelta hacia el escuadrón, cubriéndolo, consolándolo y examinando sus heridas en la oscuridad. Brennan estaba gravemente herido. El 2.° y el 3.° Pelotón llegaron para reforzar el 1.° Pelotón y prestar ayuda. Giunta continuó asistiendo al médico y ajustando la seguridad mientras esperaban la evacuación.
La emboscada había durado tres minutos.Al día siguiente, Brennan falleció mientras estaba en cirugía.Gallardo le dijo a Giunta más tarde, "No lo entiendes... pero lo que hiciste fue muy loco. Nos superaban en número. Detuviste la pelea. Les detuviste de llevarse a un soldado."Eckrode dijo sobre Giunta, "A todos los efectos, con la cantidad de disparos que había en el conflicto en ese momento, él no debería estar vivo."

### Premiación con la Medalla de Honor

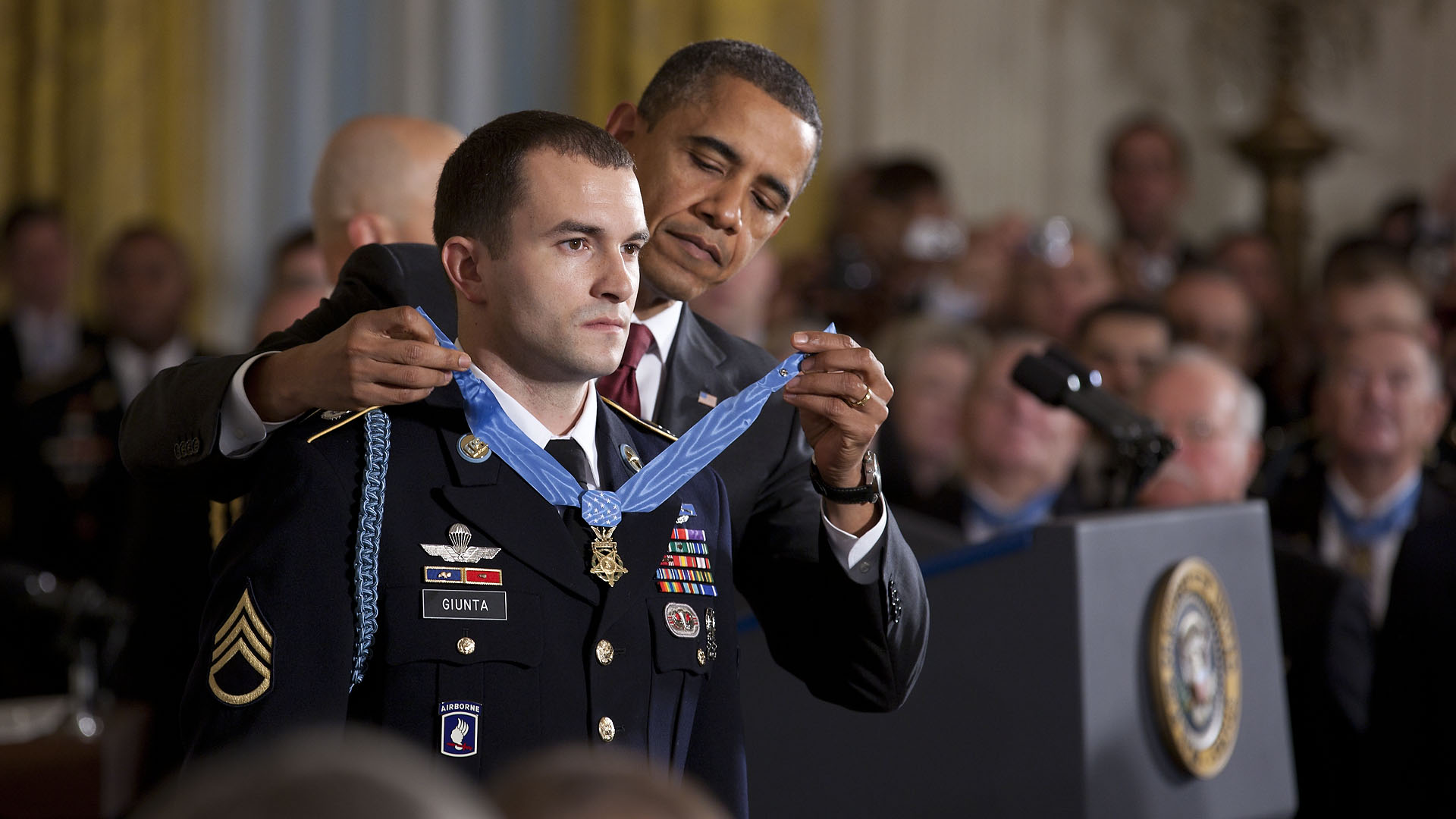
Giunta recibiendo la Medalla de Honor por parte del presidente Barack Obama el 16 de noviembre de 2010.

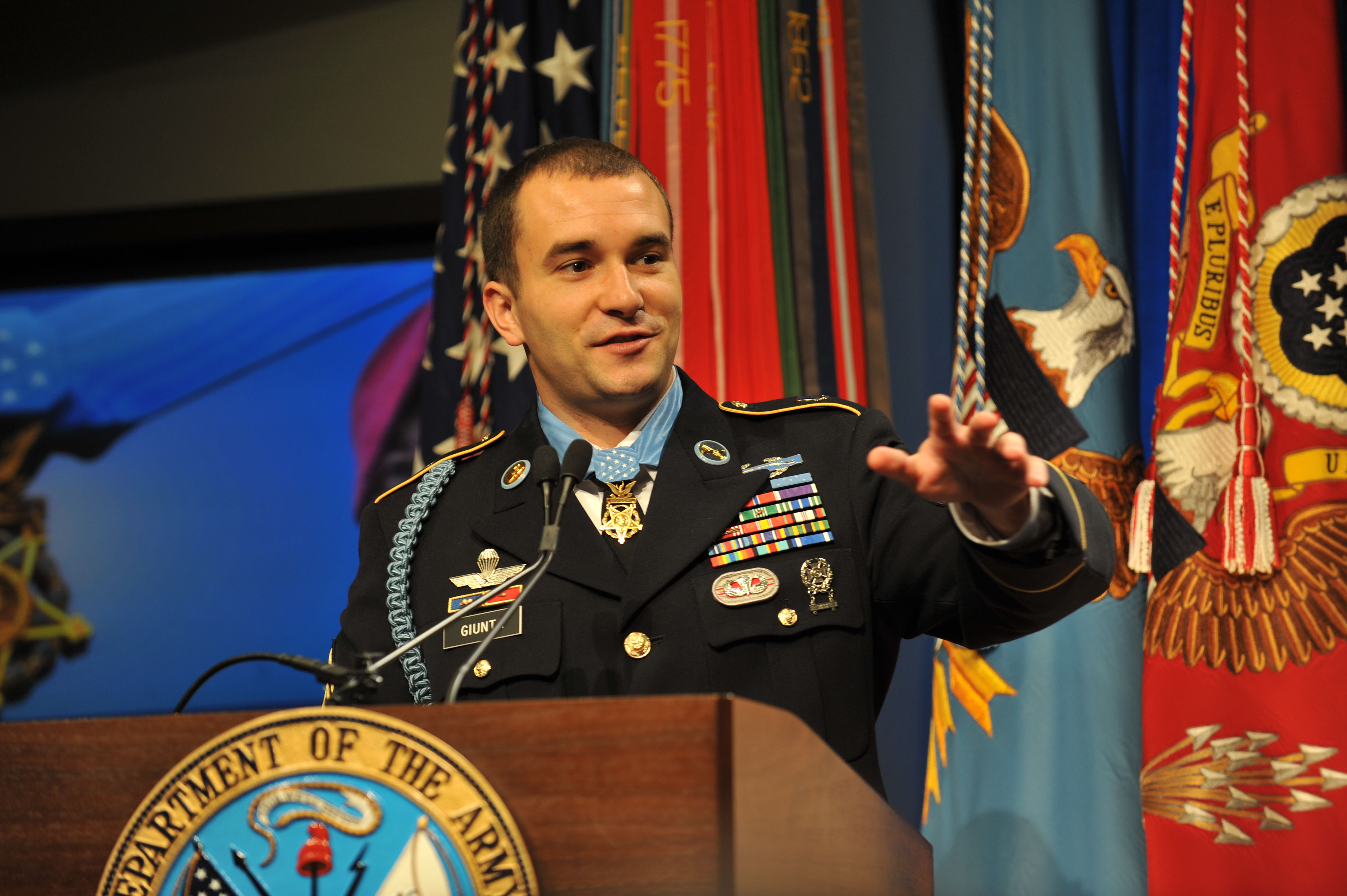
Giunta le habla a la audiencia durante la Ceremonia de Inducción al Salón de los Héroes de la Medalla de Honor en el Pentágono.

Giunta descubrió dos días después que Kearney iba a recomendarle para la Medalla de Honor. Se sentía incómodo sobre el hecho de ser señalado y nombrado héroe. "Si yo soy un héroe, cada hombre que me rodean, cada mujer en el Ejército, todo el que se aventura hacia lo desconocido es un héroe," dijo. "Entonces si piensas que eso es un héroe —siempre que incluyas a todos los que están conmigo."Giunta insistió en que sus acciones fueron las de cualquier hombre en su unidad. "En este trabajo, solo soy mediocre. Soy uno más del montón.""Hice lo que hice porque en el esquema de pintar el cuadro de esa emboscada, esa fue solo mi pincelada. No está por encima ni más allá. No di la pincelada más grande, ni la más importante. Llevar la Medalla de Honor es como una bofetada en la cara."
El 10 de septiembre de 2010, la Casa Blanca anunció que Giunta sería premiado con la mayor condecoración militar de los Estados Unidos, la primera entregada a un galardonado vivo desde la guerra de Vietnam.Recibió la medalla por parte del presidente Barack Obama durante una ceremonia en la Casa Blanca el 16 de noviembre de 2010.Todos los miembros sobrevivientes de su escuadrón también asistieron a la ceremonia.
El 5 de julio de 2017, durante una ceremonia dedicada al Paseo de la Medalla de Honor, ubicado afuera del Cuartel General de la 173.ª Brigada Aerotransportada en Vicenza, Italia, Salvatore Giunta decidió entregar su Medalla de Honor a la brigada. "Quiero que esto se quede aquí en Vicenza, Italia con la 173.ª para todos los hombres y mujeres que se la ganan cada día con su entrega y sacrificio", declaró.

Sobre la atención que recibió debido a la medalla, declaró:

"Para nada estoy en paz con eso", dijo Giunta. "Y venir y hablar de ello y que la gente quiera darme la mano por ello, me duele, porque no es lo que quiero. Y estar con tanta gente haciendo tantas cosas y que luego te elogien —y te pongan enfrente de todos. Quiero decir, todo el mundo hizo algo."

Giunta es el cuarto ganador de la Medalla de Honor de la guerra de Afganistán, después del teniente de la Armada  Michael P. Murphy, el sargento de primera del Ejército Jared C. Monti y el sargento del Estado Mayor Robert James Miller, el resto siendo condecorado póstumamente. Los cuatro fueron condecorados por sus acciones en la pequeña pero letal provincia de Kunar, al este de Afganistán.

## Vida personal

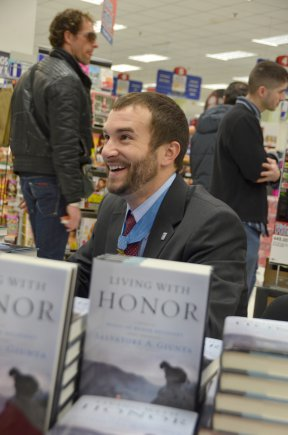
Salvatore Giunta en una firma de libros en Vicenza, Italia en 2013.

Giunta decidió no volver a alistarse y abandonó el Ejército en junio de 2011.Giunta y su esposa se mudaron a Colorado, donde él comenzó a estudiar en la Universidad Estatal de Colorado.Giunta también escribió una autobiografía llamada Viviendo con honor, publicada por Simon & Schuster.
Giunta y Jennifer Lynn Mueller, nativa de Dubuque, contrajeron matrimonio en octubre de 2009 tras salir por varios años.La pareja son padres de una hija nacida el 11 de octubre de 2011.
El 31 de diciembre de 2010, Giunta fue invitado por el alcalde de Nueva York, Michael Bloomberg, a asistir a las celebraciones de Nochevieja en Times Square. Ahí, presionó un botón que inició una cuenta regresiva de sesenta segundos para comenzar la caída de la bola.
El 6 de febrero de 2011, Giunta recibió un homenaje en el campo y a través de una transmisión de televisión internacional al comienzo del segundo tiempo del Super Bowl XLV, en el cual los Green Bay Packers vencieron a los Pittsburgh Steelers.
A fecha de junio de 2014, Giunta vive en Fort Collins, Colorado. 

### Mención de la Medalla de Honor
El Presidente de los Estados Unidos de América, autorizado por una Ley del Congreso, 3 de marzo de 1863, ha concedido, en nombre del Congreso, la Medalla de Honor a
ESPECIALISTA SALVATORE AUGUSTINE GIUNTA
EJÉRCITO DE LOS ESTADOS UNIDOS
Por su destacada valentía e intrepidez arriesgando su vida más allá de lo exigido por el deber:
El especialista Salvatore A. Giunta se distinguió notablemente por su valentía e intrepidez arriesgando su vida más allá de lo exigido por el deber en una acción contra un enemigo armado en el valle de Korangal, Afganistán, el 25 de octubre de 2007. Mientras realizaba una patrulla como jefe de equipo de la Compañía B, 2.º Batallón (Aerotransportado), 503.º Regimiento de Infantería, el especialista Giunta y su equipo atravesaban un terreno difícil cuando fueron emboscados por una fuerza insurgente bien armada y coordinada. Bajo el intenso fuego enemigo, el especialista Giunta corrió inmediatamente hacia un lugar cubierto y se enfrentó al enemigo. Al ver que su jefe de escuadrón había caído y creyendo que estaba herido, el especialista Giunta se expuso al fuego enemigo y corrió hacia su jefe de escuadrón, le ayudó a ponerse a cubierto y le prestó asistencia médica. Mientras prestaba los primeros auxilios, el fuego enemigo alcanzó el chaleco antibalas del especialista Giunta y su arma secundaria. Sin tener en cuenta el tiroteo en curso, el especialista Giunta se enfrentó al enemigo antes de preparar y lanzar granadas, utilizando las explosiones como cobertura para ocultar su posición. Al intentar alcanzar a otros compañeros heridos que estaban separados del escuadrón, el especialista Giunta y su equipo se encontraron con una andanada de fuego enemigo que les obligó a tirarse al suelo. El equipo continuó avanzando y, al llegar hasta los soldados heridos, el especialista Giunta se dio cuenta de que otro soldado seguía separado del elemento. El especialista Giunta avanzó entonces por iniciativa propia. Al llegar a la cima de una colina, observó que dos insurgentes se llevaban a un soldado estadounidense. Inmediatamente se enfrentó al enemigo, matando a uno e hiriendo al otro. Al llegar hasta el soldado herido, comenzó a prestarle asistencia médica, mientras su escuadrón lo alcanzaba y le proporcionaba seguridad. El valor inquebrantable, la abnegación y el liderazgo decisivo del especialista Giunta bajo fuego enemigo extremo fueron esenciales para que su escuadrón pudiera derrotar una emboscada enemiga y recuperar a un compañero soldado estadounidense del enemigo. El extraordinario heroísmo del especialista Salvatore A. Giunta y su abnegación por encima y más allá de la llamada del deber están en consonancia con las más altas tradiciones del servicio militar y reflejan un gran crédito sobre sí mismo, la Compañía B, 2.º Batallón (Aerotransportado), 503.º Regimiento de Infantería, y el Ejército de los Estados Unidos.
BARACK OBAMA
/f/ Barack Obama
PRESIDENTE DE LOS ESTADOS UNIDOS DE AMÉRICA

## Sus publicaciones
- Giunta, Salvatore; Layden, Joe (2012). Viviendo con Honor. Threshold Editions. ISBN 978-1451691467.